# Baumkuchen

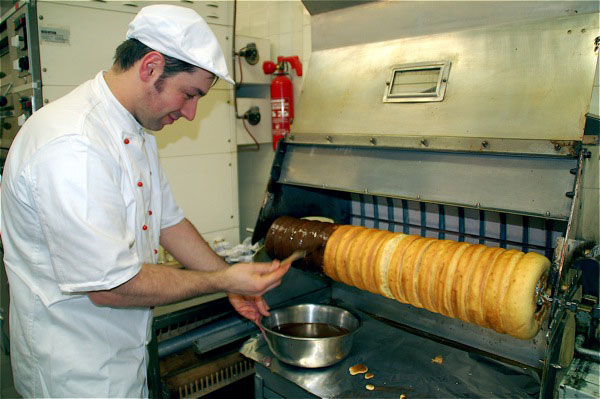
Elaboración del Baumkuchen en las máquinas rotatorias, aquí: implementación de la cubierta de chocolate

La tarta árbol (del alemán: Baumkuchen) es un pastel tradicional de la pastelería alemana elaborado con una masa de pan esponjosa y con una forma cilíndrica hueca por el centro. Es denominado a veces como el 'Rey de las tartas' (del alemán: König der Kuchen).

## Características
Los ingredientes de la masa de un Baumkuchen incluyen: mantequilla, huevo, azúcar, vainilla, sal y harina. No está permitida la inclusión de levadura en polvo. La proporción de harina, mantequilla y huevo debe ser 1:1:2 respectivamente, es decir que 100 g de harina deben contener 100 g de mantequilla y 200 g de huevo. Las adiciones de miel y alcohol (por ejemplo ron) se consideran ingredientes aromatizadores; a veces se encuentran nueces, mazapán y avellana. En cualquier caso la receta base no debe cambiar.
La elaboración es muy simple: se suele hacer una masa de forma toroidal y se coloca en unos pinchos rotatorios expuestos a fuego. A medida que van girando la masa se va tostando y cuando tiene el aspecto deseado se glasea de fondant.

## Historia
El punto exacto en la historia en el que se inventa el Baumkuchen es ciertamente desconocido, aunque la primera receta escrita procede de un libro de cocina datado en 1426. En 1682 un médico rural trabajando para el príncipe Johann Sigismund Elsholtz preparó un pan de forma similar. En la ciudad de Salzwedel de Sajonia-Anhalt se elabora el Baumkuchen desde el siglo XIX, siendo muy tradicional en la comarca.

## Variedades
Existen diversas variedades similares, más que en los ingredientes, principalmente en la forma rotatoria de la elaboración:
- Austria - La misma variedad es conocida como Prügelkrapfen
- Luxemburgo - Posee una tarta denominada Baamkuch muy tradicional y se sirve sólo en las celebraciones más importantes como bodas.
- Lituania - La pastelería lituana tiene una versión interesante del Baumkuchen que se denomina šakotis y que posee una variante en la forma del recubrimiento exterior.
- Polonia - Existe una tarta rotatoria denominada Sękacz.
- Suecia - Un bollo relacionado con el baumkuchen es el que puede verse en Suecia como Spettekaka (bollo rotatorio).
- Japón - El バウムクーヘン baumukūhen en japonés, es muy popular en las pastelerías japonesas y es muy frecuente verlo en las estanterías de estas tiendas.
- Francia - Existe una variante en los Pirineos Franceses, de mismos ingredientes, hecha a la lumbre, llamada Roca de los Pirineos